# Vallibonavenatrix cani
Vallibonavenatrix cani es la única especie conocida del género extinto Vallibonavenatrix de dinosaurio terópodo espinosáurido, que vivió a principio del período cretácico, hace aproximadamente 130 a 125 millones de años durante el Barremiense, en lo que es hoy Europa. Vallibonavenatrix procede de la Formación Arcillas de Morella, que se ha fechado en el Barremiense del Cretácico Inferior , hace entre 129,4 y 125 millones de años. Coexistió en este entorno con otros dinosaurios, incluidos los ornitisquios Iguanodon bernissartensis y Morelladon beltrani , un saurópodo indeterminado y un barioniquinído indeterminado.

## Descripción
Vallibonavenatrix era un depredador bípedo de tamaño moderado. Las espinas neurales que se proyectan hacia arriba de sus vértebras dorsales eran moderadamente altas, y una espina conocida se expande de abajo hacia arriba en forma trapezoidal, similar a un abanico, similar a las del espinosáurido Ichthyovenator . Las similitudes entre la morfología de las espinas neurales de estos dos taxones pueden indicar la presencia de espinas alargadas que forman una vela en la espalda de Vallibonavenatrix, como se ve en algunos otros espinosáuridos. El sacro de Vallibonavenatrix tenía profundas fosas pleurocelosas y aberturas neumáticas, llenas de aire. El ilion de la pelvis también era muy neumático y tenía grandes cámaras internas.

## Descubrimiento e investigación
Sus restos se hallaron en la Formación Arcillas de Morella en la provincia de Castellón en España. El espécimen holotipo es un esqueleto parcial consistente en una vértebra cervical, seis vértebras dorsales, un sacro casi completo, fragmentos de neuroapófisis, cuatro vértebras caudales, diez costillas parciales y fragmentos de costillas, tres cheurones incompletos, un ilion izquierdo casi completo, fragmentos de la parte ventral de un ilion derecho, isquiones derecho e izquierdo incompletos, y un fragmento que se piensa es perteneciente a la parte proximal del pubis. Se determinó que estaba cercanamente relacionado con Spinosaurus, y pertenecería por tanto a la subfamilia Spinosaurinae.

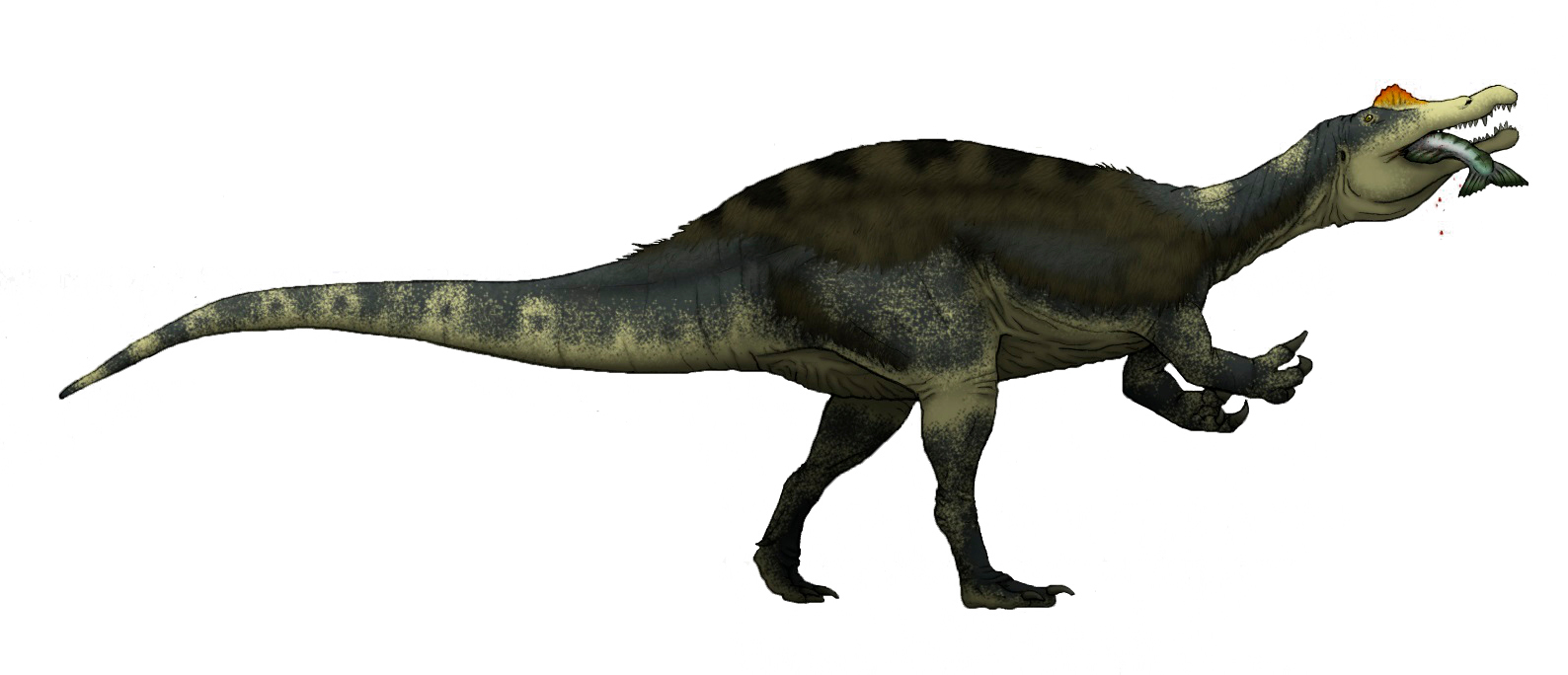
Restauración de la vida de Vallibonavenatrix comiendo un pez.

Durante finales de la década de 1980 y principios de la de 1990, el coleccionista aficionado de fósiles Juan Cano Forner estuvo recuperando huesos de varias localidades del Parque Natural de Els Ports, ubicado en la provincia de Castellón, España. En uno de ellos, más precisamente en el sitio de Santa Águeda en la localidad de Vallibona, excavó numerosos restos de vertebrados que datan de la era Mesozoica, entre los que se encontraban fósiles de dinosaurios . Forner albergaba estos fósiles en una colección privada de San Mateo, que la Generalidad Valenciana reconoció como colección museográfica en 1994. En 2007, la el paleontólogo Fernando Gómez-Fernández y sus colegas publicaron una descripción provisional sobre la pelvis de un terópodo de la colección de Forner.
En 2019, Elisabete Malafaia y sus colegas publicaron su descripción de un nuevo género y especie de dinosaurio espinosáurido, Vallibonavenatrix cani, con el esqueleto parcial como espécimen holotipo. El nombre del género hace referencia al pueblo de Vallibona, con el sufijo latino "-venatrix ", que significa "cazadora". El nombre específico honra a Cano Forner, el descubridor del fósil. Vallibonavenatrix representa el espécimen de espinosáurido más completo recuperado de la península ibérica. Otros espinosáuridos ibéricos incluyen:  Protathlitis, Riojavenatrix, Camarillasaurus e Iberospinus.

## Clasificación
En 2019, Malafaia y su equipo clasificaron a Vallibonavenatrix dentro de Spinosauridae, una familia de dinosaurios tetanuros de cuerpo grande tradicionalmente separados en dos subfamilias, Spinosaurinae y Baryonychinae. Aunque al comienzo se clasificó más cerca de los barioniquínidos europeos como Baryonyx, del Barremiense de Inglaterra, se descubrió que Vallibonavenatrix estaba más estrechamente relacionado con los espinosáuridos como Spinosaurus e Irritator, del supercontinente del sur Gondwana, y del género asiático Ichthyovenator. Por lo tanto, Malafaia y sus colegas lo colocaron dentro de Spinosaurinae.
Sin embargo, en 2021, Chris Barker y sus colegas encontraron a Vallibonavenatrix en una de dos posiciones, según el tipo de análisis, basado en parsimonia o bayesiano, que realizaron: fuera de Spinosaurinae y Baryonychinae como el espinosáurido más basal, menos especializado, o como miembro de Baryonychinae. Llegaron a la conclusión de que su posición filogenética era inestable.
Al igual que los resultados de Barker et al., un estudio de 2022 de Octávio Mateus y Darío Estraviz-López no encontró que Vallibonavenatrix sea un espinosáurido. Sin embargo, ciertas características anatómicas pueden indicar una afinidad con ese grupo, más que con los barioniquinídos.

### Filogenia
Los resultados del análisis de Malafaia se muestran en el siguiente cladograma.

|  | Angaturama               |
|  |                          |
|  | Ichthyovenator           |
|  |                          |
|  | Spinosaurus (MSNM V4047) |
|  |                          |
|  | Spinosaurus (holotipo)   |
|  |                          |
|  | Vallibonavenatrix        |
|  |                          |

|  | Baryonyx         |
|  |                  |
|  | Sigilmassasaurus |
|  |                  |
|  | Suchomimus       |
|  |                  |

|  | Angaturama               |
|  |                          |
|  | Ichthyovenator           |
|  |                          |
|  | Spinosaurus (MSNM V4047) |
|  |                          |
|  | Spinosaurus (holotipo)   |
|  |                          |
|  | Vallibonavenatrix        |
|  |                          |

|  | Baryonyx         |
|  |                  |
|  | Sigilmassasaurus |
|  |                  |
|  | Suchomimus       |
|  |                  |